# Hans Deckert (Politiker)
Hans Deckert (* 15. Oktober 1923 in Naumburg (Saale)) ist ein ehemaliger deutscher Politiker und Funktionär der DDR-Blockpartei National-Demokratische Partei Deutschlands (NDPD). 

## Leben
Hans Deckert ist der Sohn eines Handwerkers und wurde in Naumburg in der preußischen Provinz Sachsen geboren. Nach dem Schulbesuch nahm er eine Lehre zum Malermeister auf. Später wurde er Ingenieurökonom und Betriebsdirektor des VEB „Palette“ in Naumburg. 

## Politik
Er trat der nach dem Zweiten Weltkrieg in der Sowjetischen Besatzungszone neugegründeten NDPD bei und wurde Vorsitzender des NDPD-Kreisverbandes Naumburg. Bei den Wahlen zur Volkskammer war Deckert Kandidat der Nationalen Front der DDR im Wahlkreis 36. Von 1967 bis 1986 war Hans Deckert Mitglied der NDPD-Fraktion in der Volkskammer der DDR.